# Vikeroten
Vikeroten är en sjö i Härnösands kommun i Ångermanland och ingår i Gådeåns huvudavrinningsområde. Sjön har en area på 0,498 kvadratkilometer och ligger 117,3 meter över havet. Sjön avvattnas av vattendraget Brånsån.

## Delavrinningsområde
Vikeroten ingår i det delavrinningsområde (694638-159226) som SMHI kallar för Utloppet av Vikeroten. Medelhöjden är 169 meter över havet och ytan är 5,6 kvadratkilometer. Räknas de 5 avrinningsområdena uppströms in blir den ackumulerade arean 39,62 kvadratkilometer. Brånsån som avvattnar avrinningsområdet har biflödesordning 2, vilket innebär att vattnet flödar genom totalt 2 vattendrag innan det når havet efter 20 kilometer. Avrinningsområdet består mestadels av skog (79 procent). Avrinningsområdet har 0,48 kvadratkilometer vattenytor vilket ger det en sjöprocent på 8,5 procent.